# Matrice jacobiana
In analisi matematica, in particolare nel calcolo vettoriale e nel calcolo infinitesimale, la matrice di Jacobi o matrice jacobiana di una funzione che ha dominio e codominio in uno spazio euclideo è la matrice i cui elementi sono le derivate parziali prime della funzione. Lo Jacobiano è il determinante della matrice jacobiana, quando questa è quadrata. Il nome è dovuto a Carl Gustav Jacob Jacobi. La sua importanza è legata al fatto che, nel caso la funzione sia differenziabile, la jacobiana rappresenta la migliore approssimazione lineare della funzione vicino a un punto dato. In questo senso la jacobiana permette di generalizzare il concetto di derivata estendendo tale nozione alle funzioni vettoriali di variabile vettoriale.

## Definizione
Sia {\displaystyle \mathbf {f} :U\subset \mathbb {R} ^{n}\rightarrow \mathbb {R} ^{m}} una funzione definita su un insieme aperto {\displaystyle U} dello spazio euclideo {\displaystyle \mathbb {R} ^{n}}. La matrice jacobiana della funzione {\displaystyle {\mathbf {f} }} in {\displaystyle \mathbf {x} =(x_{1},\ldots ,x_{n})} è la matrice delle derivate parziali prime della funzione calcolate in {\displaystyle \mathbf {x} }:
{\displaystyle \operatorname {J} \mathbf {f} ={\begin{bmatrix}{\dfrac {\partial f_{1}}{\partial x_{1}}}&\cdots &{\dfrac {\partial f_{1}}{\partial x_{n}}}\\\vdots &\ddots &\vdots \\{\dfrac {\partial f_{m}}{\partial x_{1}}}&\cdots &{\dfrac {\partial f_{m}}{\partial x_{n}}}\end{bmatrix}},\qquad (\operatorname {J} \mathbf {f} )_{ij}={\frac {\partial f_{i}(\mathbf {x} )}{\partial x_{j}}}.}
Risulta quindi il prodotto tensoriale fra l'operatore differenziale vettoriale nabla e la funzione stessa:
{\displaystyle \operatorname {J} _{j}=\nabla _{j}={\frac {\partial }{\partial x_{j}}}.}
In particolare, dette:
{\displaystyle \{\mathbf {e} _{j}\}_{1\leq j\leq n}\qquad \{\mathbf {u} _{i}\}_{1\leq i\leq m},}
le basi canoniche di {\displaystyle \mathbb {R} ^{n}} e {\displaystyle \mathbb {R} ^{m}} rispettivamente, il {\displaystyle j}-esimo vettore colonna della matrice jacobiana è dato da:
{\displaystyle {\frac {\partial }{\partial x_{j}}}\,(\mathbf {f} \cdot \mathbf {e} _{j})=\sum _{i=1}^{m}{\frac {\partial f_{i}(\mathbf {x} )}{\partial x_{j}}}\cdot \mathbf {u} _{i}}
dove il punto denota il prodotto scalare.
La jacobiana non è tuttavia una semplice rappresentazione matriciale delle derivate parziali. La funzione {\displaystyle \mathbf {f} } è detta differenziabile in un punto {\displaystyle \mathbf {x} '} del dominio se esiste una applicazione lineare {\displaystyle \mathbf {L} :\mathbb {R} ^{n}\rightarrow \mathbb {R} ^{m}} tale che valga l'approssimazione:
{\displaystyle \mathbf {f} (\mathbf {x} '+\Delta \mathbf {x} )-\mathbf {f} (\mathbf {x} ')=\mathbf {L} (\mathbf {x} ')\Delta \mathbf {x} +\mathbf {r} (\Delta \mathbf {x} )}
dove il resto {\displaystyle \mathbf {r} (\Delta \mathbf {x} )} si annulla all'annullarsi dell'incremento {\displaystyle \Delta \mathbf {x} }. Se la funzione {\displaystyle \mathbf {f} } è differenziabile in {\displaystyle \mathbf {x} '}, allora tutte le derivate parziali calcolate nel punto esistono. La jacobiana {\displaystyle \operatorname {J} _{\mathbf {f} (\mathbf {x} ')}} di {\displaystyle f} in {\displaystyle \mathbf {x} '} è la matrice associata all'applicazione lineare {\displaystyle \mathbf {L} (\mathbf {x} ')} rispetto alle basi canoniche di {\displaystyle \mathbb {R} ^{n}} e {\displaystyle \mathbb {R} ^{m}}:
{\displaystyle {\begin{aligned}\mathbf {L} (\mathbf {x} ')\Delta \mathbf {x} &=\operatorname {J} {\mathbf {f} (\mathbf {x} ')}\cdot \Delta \mathbf {x} \\&=\sum _{i=1}^{m}\left[\sum _{j=1}^{n}{\frac {\partial f_{i}(\mathbf {x} ')}{\partial x_{j}}}\Delta x_{j}\right]\cdot \mathbf {u} _{i}\\&={\begin{bmatrix}{\dfrac {\partial f_{1}}{\partial x_{1}}}&\cdots &{\dfrac {\partial f_{1}}{\partial x_{n}}}\\\vdots &\ddots &\vdots \\{\dfrac {\partial f_{m}}{\partial x_{1}}}&\cdots &{\dfrac {\partial f_{m}}{\partial x_{n}}}\end{bmatrix}}\cdot \Delta \mathbf {x} \end{aligned}}}
La jacobiana estende così il concetto di derivata di una funzione reale (complessa) in una (due) variabili al caso di una funzione definita in {\displaystyle \mathbb {R} ^{n}}.

### Casi notevoli
A seconda delle dimensioni {\displaystyle m} e {\displaystyle n}, la jacobiana ha diverse interpretazioni geometriche:
- Se {\displaystyle m=1}, la jacobiana si riduce a un vettore {\displaystyle n}-dimensionale, chiamato gradiente di {\displaystyle f} in {\displaystyle \mathbf {x} }. In tal caso si ha:

{\displaystyle L(\mathbf {x} )=\nabla f=\sum _{i=1}^{n}{\frac {\partial f(\mathbf {x} )}{\partial x_{i}}}\cdot \mathbf {e} _{i}}
Il gradiente indica la direzione di "massima pendenza" del grafico della funzione nel punto.
- Se {\displaystyle n=1}, la funzione {\displaystyle f} parametrizza una curva in {\displaystyle \mathbb {R} ^{m}}, il suo differenziale è una funzione che definisce la direzione della retta tangente alla curva nel punto.

- Se {\displaystyle m=n=1}, la condizione di differenziabilità coincide con la condizione di derivabilità. La matrice jacobiana si riduce a un numero, cioè la derivata.

Diverse combinazioni lineari di derivate parziali risultano molto importanti nell'ambito delle equazioni differenziali che coinvolgono una funzione vettoriale da {\displaystyle \mathbb {R} ^{n}} in sé. In particolare, la divergenza è un campo scalare che misura la tendenza di un campo vettoriale a divergere o a convergere verso un punto dello spazio, e consente di calcolare il flusso del campo attraverso il teorema della divergenza. Il rotore di un campo vettoriale, inoltre, ne descrive la rotazione infinitesima associando a ogni punto dello spazio un vettore. Tale vettore è allineato con l'asse di rotazione, il suo verso è coerente con quello della rotazione secondo la regola della mano destra e la sua lunghezza quantifica l'entità della rotazione.

## Jacobiano
Se {\displaystyle m=n}, allora {\displaystyle f} è una funzione dallo spazio {\displaystyle n}-dimensionale in sé e la jacobiana è una matrice quadrata. Si può in tal caso calcolare il suo determinante, noto come jacobiano.
Lo jacobiano in un dato punto fornisce importanti informazioni circa il comportamento di {\displaystyle f} nell'intorno del punto. Per esempio, una funzione {\displaystyle f} differenziabile con continuità è invertibile vicino a {\displaystyle \mathbf {x} '} se lo jacobiano in {\displaystyle \mathbf {x} '} è non nullo, come stabilisce il teorema della funzione inversa. Inoltre, se lo jacobiano in {\displaystyle \mathbf {x} '} è positivo {\displaystyle f} preserva l'orientazione vicino a {\displaystyle \mathbf {x} '}, mentre se il determinante è negativo {\displaystyle f} inverte l'orientazione.
Il valore assoluto dello jacobiano in {\displaystyle \mathbf {x} '} fornisce il fattore del quale la funzione {\displaystyle f} espande o riduce i volumi vicino a {\displaystyle \mathbf {x} '}: per questo motivo esso compare nella generale regola di sostituzione.

### Esempio
Lo jacobiano della funzione {\displaystyle f:\mathbb {R} ^{3}\to \mathbb {R} ^{3}} con componenti:
{\displaystyle {\begin{cases}f_{1}=5x_{2}\\f_{2}=4x_{1}^{2}-2\sin(x_{2}x_{3})\\f_{3}=x_{2}x_{3}\end{cases}}}
è:
{\displaystyle {\begin{vmatrix}0&5&0\\8x_{1}&-2x_{3}\cos(x_{2}x_{3})&-2x_{2}\cos(x_{2}x_{3})\\0&x_{3}&x_{2}\end{vmatrix}}=-8x_{1}{\begin{vmatrix}5&0\\x_{3}&x_{2}\end{vmatrix}}=-40x_{1}x_{2}}
Da questo si vede che {\textstyle f} inverte l'orientazione vicino a quei punti dove {\textstyle x_{1}} e {\textstyle x_{2}} hanno lo stesso segno. La funzione è localmente invertibile ovunque eccetto i punti caratterizzati da {\displaystyle x_{1}=0} e da {\displaystyle x_{2}=0}. Se si inizia con un piccolo volume in un intorno del punto {\displaystyle (1,1,1)} e si applica {\displaystyle f} a tale volume, si ottiene un volume 40 volte superiore all'originale.